# Led Zeppelin European Tour 1971
Led Zeppelin European Tour 1971 – krótka europejska trasa koncertowa Led Zeppelin z 1971 r.; obejmowała tylko cztery koncerty. W jej trakcie zespół zagrał jedyny w trakcie swojej działalności koncert we Włoszech.

## Typowa setlista
1. "Immigrant Song"
2. "Heartbreaker"
3. "Since I’ve Been Loving You"
4. "Dazed and Confused"
5. "Out on the Tiles" (intro)/"Black Dog"
6. "Stairway to Heaven"
7. "Going to California"
8. "What Is And What Should Never Be"
9. "Whole Lotta Love"
10. "Communication Breakdown"
11. "Rock and Roll"

## Pozostałe utwory grane nieregularnie
1. "Four Sticks" (Kopenhaga)
2. "Gallows Pole" (Londyn)
3. "Misty Mountain Hop" (Londyn)

## Lista koncertów
1. 3 maja 1971 – Kopenhaga, Dania – K.B. Hallen
2. 4 maja 1971 – Odense, Dania – Fyns Forum
3. 10 maja 1971 – Liverpool, Anglia – University of Liverpool
4. 5 lipca 1971 – Mediolan, Włochy – Velodromo Vigorelli